# Universitat Normal del Nordest
La Universitat Normal del Nordest (xinès simplificat: 东北师范大学, pinyin: Dōngběi Shīfàn Dàxué), coneguda com a Northeast Normal University, NENU o Dongshi, és un centre educatiu que es troba al districte de Nanguan, ciutat de Changchun, província de Jilin, Xina. És una de les universitats originals del "Projecte 211" i està afiliada al Ministeri d'Educació de la República Popular de la Xina. Fundada el 1946, l'escola es coneixia anteriorment com a Universitat del Nordest, i fou la primera universitat integral establerta pel Partit Comunista de la Xina al nord-est de la Xina; el 1950 va rebre el nom actual durant la primera reestructuració de col·legis i departaments a les institucions xineses de grau superior.
Actualment, hi ha dos campus, el central i un secundari a Jingyue, les obres del qual començaren l'any 2000. També hi ha diversos centres d'educació primària i secundària vinculats a la Universitat.

## Història
Fundada el 1946, es tracta de la primera universitat integral establerta pel Partit Comunista de la Xina al nord-est del país. El 1946, més de 100 professors i quadres de la Universitat de Yan'an i la Universitat Unida del Nord de la Xina s'hi van unir. El 1949, es va traslladar i es va establir a Changchun.
El primer president de la Universitat Normal del Nordest va ser Zhang Xuesi, germà del famós general Zhang Xueliang i vicepresident del Comité Administratiu del Nord-est. A més, educadors com Zhang Ruxin, Cheng Fangwu i Ding Haochuan també van ocupar càrrecs de lideratge.
L'octubre de 1958, l'escola va ser rebatejada com a "Universitat Normal de Jilin", per estar afiliada al Govern Popular de la Província de Jilin. De juliol de 1971 a setembre de 1977, l'escola va ser tancada a causa de la Revolució Cultural. El febrer de 1978, es va canviar per estar afiliada conjuntament amb el Ministeri d'Educació i el Govern Popular de la província de Jilin. L'agost de 1980 es va restaurar el títol de "Universitat Normal del Nordest" i passa a pertànyer al Ministeri d'Educació.
L'any 1995, l'escola va aprovar el preexamen departamental del projecte 211, i es va convertir en una universitat clau de la construcció del projecte.
Des del 2001, és la responsable del Museu d'Història Natural de la província de Jilin. Des del 2007, és el soci a la Xina de l'Institut Confuci de la Universitat de València. A partir del 2022, organitzen el concurs de dibuix infantil Jaume I arriba a Changchun per la Ruta de la Seda.